# 魚崎浜町
魚崎浜町（うおざきはままち）は、兵庫県神戸市東灘区の町名の一つで、大阪湾に浮かぶ人工島神戸東部第三工区の全域である。
北から北西にかけては魚崎大橋と東魚崎橋により魚崎南町と（魚崎西町とは僅かに接しない）、東は阪神高速道路5号湾岸線の東神戸大橋と深江浜出入口で隣の人工島神戸東部第四工区の深江浜町と、南は同線の六甲アイランド橋と六甲アイランド北出入口で人工島六甲アイランドの向洋町東と、南西は同じく向洋町西と（向洋町中とは僅かに接しない）、西は同線の住吉浜出入口（住吉浜大橋）で隣の人工島神戸東部第二工区東部の住吉浜町と、それぞれ隣接する。
この人工島は昭和36～43年度に住吉地区内の六甲山腹の渦森（現・渦森台）を市が住吉学園から買収し、101億円の工費をかけてそこから1,480万m2の土砂を住吉川川底のダンプ専用道路（現・清流の道）で運搬し116haを埋立てたものである。
この町名は、昭和40年（1965年）に、当時の魚崎町横屋字浜横屋地先（現在の魚崎南町の南東部に相当）の公有水面の埋立地に名づけられた。丁目の設定がない単独町名であり、住居表示は未実施である。
令和2年国勢調査（2020年10月1日現在）における世帯数は13、人口54で内男性50人・女性4人。全域が工業地域である。		

## 施設

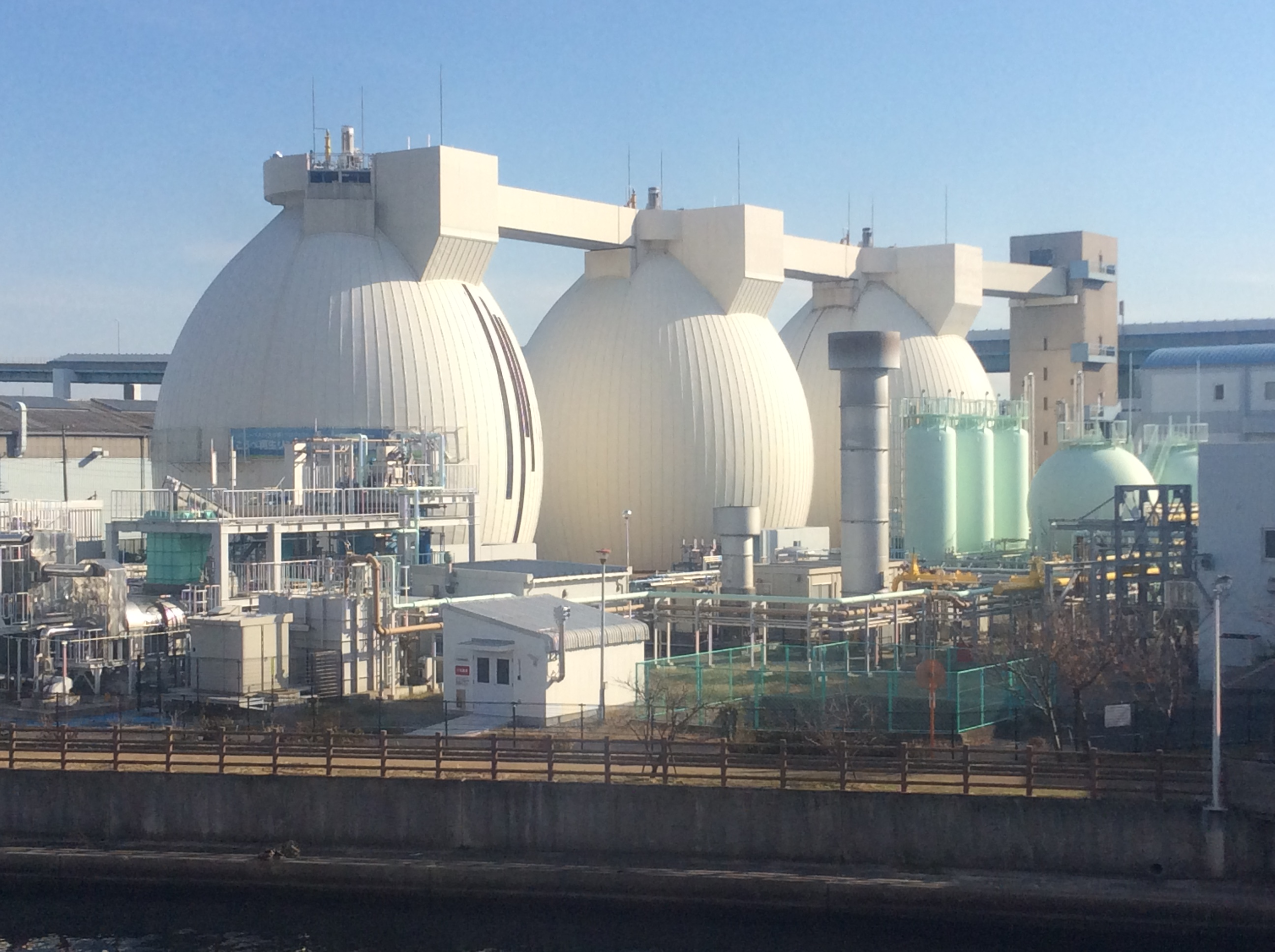
下水処理とバイオガス精製を行う東灘処理場の消化タンク。こうべバイオガスも参照。

- 神戸市東灘処理場
- 神戸市交通局魚崎営業所
- 神戸運輸監理部兵庫陸運部（兵庫陸運支局）
- 関西電力東灘発電所
- 海上自衛隊阪神基地
- 魚崎浜公園
- 阪神高速道路5号湾岸線：魚崎浜出入口